# Зрозуміло!

Освітня онлайн-платформа Зрозуміло! —  сервіс з безкоштовної онлайн-освіти для представників громадського сектору, органів державної та місцевої влади, освітян, студентства і молоді та загалом усіх, хто зацікавлений у саморозвитку та здобутті якісних знань.

## Історія
Платформа створена Фондом Східна Європа на вимогу часу – із початком пандемії СOVID-19, коли всю програмну активність організації довелося перевести в онлайн-формат.
У 2022–2024 роках, у зв’язку з повномасштабною війною в Україні, Зрозуміло! адаптувала свої курси під нові реалії, впровадивши програми з мінної безпеки, психологічної стійкості, кризового управління та європейської інтеграції. Курси про те, як поводитися в різних надзвичайних ситуаціях: в облозі, під обстрілами, під час евакуації, як надавати першу домедичну допомогу тощо.
На Зрозуміло! станом на липень-2025:
- 47 безоплатних онлайн-курсів
- 770 тис. зареєстрованих користувачів
- 733 тис. виданих сертифікатів.

## Тематика курсів
- Мінна безпека
- Підготовка до блекаутів та надзвичайних ситуацій
- Психологічна підтримка
- Історія України
- Розвиток ГО
- Гуманітарна допомога
- Шкільне соціальне підриємництво
- Управління проєктами
- Грантрайтинг та ін.

Від березня-2025 на Зрозуміло! доступний онлайн-курс «Мрія для освітян: Практичний гід», який допоможе навчитися працювати з екосистемою «Мрії». «Мрія» — український державний освітній застосунок. 

## Дивись також
- Фонд Східна Європа
- edX